# Municipio de distrito de Muskoka
El municipio de distrito de Muskoka, más generalmente conocido como el distrito de Muskoka o Muskoka, es un municipio regional en el centro de Ontario, Canadá. Muskoka se extiende desde Georgian Bay en el oeste, hasta el extremo norte del lago Couchiching en el sur, hasta el límite occidental del Parque Provincial Algonquin en el este. A dos horas en coche al norte de Toronto, Muskoka se extiende por 6,475 km² (2,5 mi²)   . Muskoka tiene unos 1.600 lagos, lo que lo convierte en un popular destino de cottaging.
Esta región, que, junto con Haliburton, Kawartha Lakes y el condado de Peterborough, se conoce como "país rural", recibe más de 2,1 millones de visitantes al año. Muskoka es un área poblada por varios pueblos y ciudades, comunidades agrícolas y hoteles y complejos turísticos junto al lago cerca de campos de golf, clubes de campo y puertos deportivos. La sede del gobierno regional es Bracebridge y el centro de población más grande es Huntsville.
Muskoka está ubicada geográficamente dentro de la región de Ontario Central de la provincia, aunque algunos programas gubernamentales la tratan como parte del norte de Ontario.
Muskoka es un destino de verano para los residentes de Toronto y fue el destino canadiense más buscado para alquileres de vacaciones en 2017. La región de Muskoka también ocupó el puesto número 1 en los mejores viajes de 2011 por National Geographic, y fue finalista de la misma distinción en 2012.
El nombre del municipio deriva de un jefe de las Naciones Originarias de la década de 1850. El lago Muskoka era entonces el terreno de caza de una tropa dirigida por el Jefe Yellowhead o Mesqua Ukie o Musquakie . Fue venerado por el gobierno, que le construyó una casa en Orillia, donde vivió hasta su muerte a la edad de 95 años.
Muskoka tiene 60.000 residentes permanentes, pero otros 100.000 propietarios de propiedades de temporada pasan sus veranos en la región cada año, lo que la convierte en una importante colonia de verano. Debido a la popularidad de las regiones y los altos costos de propiedad, cientos de propiedades de Muskoka están disponibles para alquilar a corto plazo a través de plataformas.
Muchas de las propiedades de temporada de Muskoka son grandes mansiones de verano, algunas de las cuales se han transmitido de generación en generación. La mayoría de estas propiedades caras se pueden encontrar a lo largo de las orillas de los tres lagos principales de Muskoka: el lago Muskoka, el lago Rosseau y el lago Joseph . En los últimos años, varias estrellas de Hollywood y del deporte han construido retiros en Muskoka, incluidos Steven Spielberg, Tom Hanks, Mike Weir, Martin Short, Harry Hamlin, Cindy Crawford, Goldie Hawn y Kurt Russell .
La telenovela Paradise Falls, sobre una comunidad de casas de campo ficticia, se filmó en parte en este lugar, para aprovechar el fondo escénico. Muchos campamentos de verano se encuentran en la región para aprovechar los lagos, que ofrecen oportunidades para practicar piragüismo, vela, windsurf, kayak, esquí acuático y otras actividades acuáticas. La zona ofrece un refugio de las ciudades cálidas durante los meses de verano.
El programa de televisión animado Total Drama Island, que se emitió en Teletoon, se desarrolla en el ficticio Camp Wawanakwa, un campamento de verano en ruinas ubicado en un área no especificada en Muskoka.

## Subdivisiones
Hay seis municipios en Muskoka (en orden de población):
- Ciudad de Huntsville
- Ciudad de Bracebridge
- Ciudad de Gravenhurst
- Municipio de Muskoka Lakes
- Municipio de Lake of Bays
- Municipio de Georgian Bay

Las reservas aborígenes Wahta Mohawk Territory y Moose Point 79 están en la división del censo de Muskoka, pero son independientes del municipio del distrito.

## Historia

### Pueblos nativos
La geografía impulsó la historia en la región de Muskoka. Salpicado de lagos y rocas, la buena tierra ofrecía abundancia de pesca, caza y trampas, pero no era adecuada para la agricultura. El área de Muskoka y Haliburton, con su cadena de lagos y ríos, sus animales con pieles, sus peces, frutos silvestres y savia de arce, habrían sostenido a una gran población india, pero la evidencia escrita sugiere que hasta años muy recientes ha albergado solo grupos nómadas. En gran parte la tierra del pueblo Ojibwa, los habitantes europeos la ignoraron mientras establecían lo que pensaban que era el área más prometedora al sur del río Severn . El líder Ojibwa asociado con el área era "Mesqua Ukie", por quien se cree que se nombró la tierra, como le gustaba a los canadienses europeos. La tribu vivía al sur de la región, cerca de la actual Orillia. Usaron Muskoka como su terreno de caza. Otra tribu Ojibwa vivía en el área de Port Carling, entonces llamada "Obajewanung". La tribu se mudó a Parry Sound alrededor de 1866.
En la actualidad, Muskoka contiene cuatro reservas de las Primeras Naciones:
- Territorio Wahta Mohawk : un área utilizada para la caza y la pesca por Mohawk de las reservas independientes Kanesatake y Kahnewake.
- Indian River - compartido entre los Wahta y los Chippewas de la Primera Nación Rama
- Moose Point 79
- Isla Chippewa : compartida entre la Primera Nación Beausoleil, los Chippewas de la Primera Nación de la Isla Georgina y los Chippewas de la Primera Nación Rama

### Llegada europea
Hasta finales de la década de 1760, la presencia europea en la región se limitaba en gran medida a los cazadores de pieles estacionales, pero no se establecieron asentamientos comerciales importantes. Después de la Guerra de Independencia de Estados Unidos, el gobierno británico de América del Norte temía la invasión de su nuevo vecino del sur. Las autoridades comenzaron a explorar la región, con la esperanza de desarrollar una población asentada y encontrar vías de circulación entre el lago Ontario y Georgian Bay. El primer europeo que se sabe que vislumbró a Muskoka o Haliburton fue un joven francés, generalmente identificado como Étienne Brûlé, y el año fue en 1610 o 1611. En 1826, el teniente Henry Briscoe se convirtió en el primer europeo conocido que cruzó el centro de Muskoka. El explorador David Thompson dibujó los primeros mapas de la zona en 1837 y posiblemente acampó cerca de la actual Beaumaris.

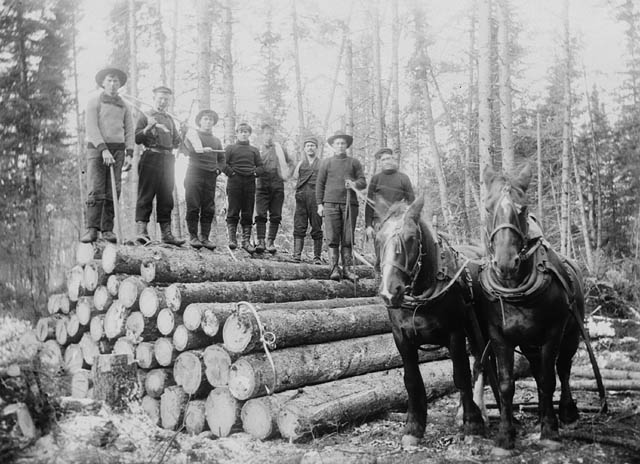
Caballos acarreando madera

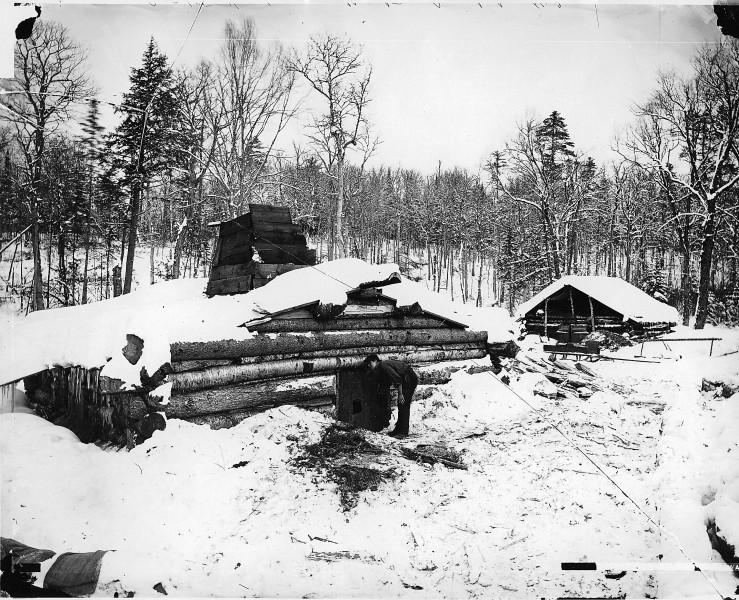
Chabolas de leñadores, distrito de Muskoka (1873)

Canadá experimentó una fuerte inmigración de Europa en el siglo XIX, y Muskoka no fue diferente. Comenzaron a llegar gran cantidad de colonos del Reino Unido y, en menor medida, de Alemania. A medida que se colonizaba la tierra al sur del Severn, el gobierno planeaba abrir la región de Muskoka más al norte a los asentamientos. Las licencias de tala se emitieron en 1866, lo que abrió el municipio de Monck a la tala.
La industria maderera se expandió rápidamente, despojando grandes extensiones de la zona. El transporte por carretera y por agua se desarrolló y se utilizó más tarde para facilitar el asentamiento de la ciudad. El transporte por carretera tomó la forma de Muskoka Colonization Road, que comenzó en 1858 y llegó a Bracebridge en 1861. La carretera estaba cortada de forma tosca desde el bosque y era de pana . Se colocaron troncos perpendiculares a la ruta de viaje para evitar que los carruajes se hundieran en el lodo y los pantanos. Esto hizo que los viajes fueran extremadamente accidentados.
El ferrocarril avanzó hacia el norte para apoyar la industria, llegando a Gravenhurst en 1875 y Bracebridge en 1885. La industria maderera generó una serie de desarrollos auxiliares, con el surgimiento de asentamientos para abastecer a los trabajadores. Bracebridge (anteriormente North Falls) vio el desarrollo de algunos negocios de curtido de cuero. Los curtidores usaban la corteza de la madera para curtir las pieles, convirtiendo lo que de otro modo sería un producto de desecho para un uso efectivo.

### Formación del Distrito Territorial
El Distrito fue creado en 1868, mediante la retirada de municipios y territorios desorganizados de otras tres jurisdicciones:
| Retirado de           | Municipios |
| --------------------- | --- |
| Condado de Simcoe     | junto con el territorio desorganizado que se extiende entre el límite sur de Humphrey y el río Severn, delimitado al oeste por el límite occidental de Humphrey extendido hacia el sur hasta el río Severn |
| Condado de Victoria   | |
| Distrito de Nipissing | tal territorio desorganizado según lo determinado por la proclamación |

Los municipios de Stisted, Chaffey, Franklin y Ridout (todos del condado de Victoria) fueron transferidos al distrito en 1873, mientras que el municipio de Humphrey fue transferido al distrito de Parry Sound. En 1876, los límites del Distrito se definieron formalmente por estatuto:
- al sur, el centro del canal principal del río Severn, y una línea formada por los límites sur de los municipios de Morrison y Ryde, el límite este de Ryde, el límite sur del municipio de Oakley, el límite este de Oakley y el límite sur del municipio de Ridout;
- al este, Bobcaygeon Road y la línea examinada para su continuación;
- al norte, el límite sur del distrito territorial de Parry Sound y, en ese sentido, el municipio de Conger recientemente examinado se transfirió a Parry Sound; y
- al oeste, las aguas de Georgian Bay, incluidas sus islas.

Aunque los municipios eran parte del Distrito, todavía estaban aliados con sus condados originales para fines municipales. Esto se rectificó en 1877, cuando se declaró que todo el Distrito estaba dentro del condado de Simcoe. Esto duró hasta 1888, cuando se separó de ese condado.

### Asentamiento

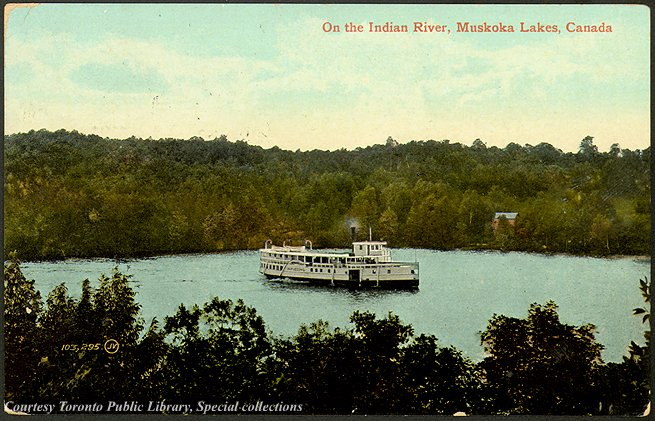
Barco de vapor en Indian River Muskoka Lakes.

La aprobación de la Ley de Subsidios Gratuitos y Homestead de 1868, abrió la era de asentamiento generalizado en Muskoka. Los colonos podrían recibir tierra gratis si aceptaban limpiar la tierra, tener al menos 15 acres (6,1 ha) bajo cultivo, y construir un 16 x 20 pies, o 320 pies cuadrados (29,7 m²)   casa. Sin embargo, a los colonos bajo la Ley de Homestead les resultó difícil. Limpiar 15 acres de bosque denso es una tarea enorme. Una vez que la tierra estuvo despejada, los colonos tuvieron que atacar las ubicuas rocas de Muskoka, que también tuvieron que ser limpiadas. El suelo de la región, compuesto en gran parte por una arcilla densa, resultó ser poco adecuado para la agricultura.
A medida que las noticias de las difíciles condiciones se extendieron al sur, el desarrollo en Muskoka comenzó a flaquear, pero el desarrollo de los barcos de vapor revivió la industria. En una época en la que los ferrocarriles aún no habían llegado y los viajes por carretera eran notoriamente incómodos y poco fiables, el rey del transporte era el barco de vapor. Una vez que se estableció una conexión terrestre con la parte sur del lago en Gravenhurst, las empresas madereras pudieron cosechar árboles a lo largo de toda la orilla del lago con relativa facilidad. Los barcos de vapor les dieron la forma de enviar la cosecha de regreso a los aserraderos de Gravenhurst.
| Municipio  | Descripción |
| ---------- | --- |
| Baxter     | Nombrado en honor al Honorable Jacob Baxter, MPP del condado de Haldimand, Ontario de 1887 a 1898 y Presidente de la Legislatura de Ontario de 1887 a 1891. |
| Brunel     | Llamado así por el célebre ingeniero civil Isambard Kingdom Brunel, ingeniero en jefe del Great Western Railway of England. Conocido en Canadá por construir el barco de vapor Great Western. |
| Cardwell   | Nombrado en honor al vizconde Cardwell, secretario de Estado para las Colonias desde 1864 hasta 1866. |
| Chaffey    | El nombre de un cuñado del Hon. Stephen Richards, Benjamin Chaffey, un contratista de Brockville que ayudó a construir los canales de St. Lawrence. |
| Draper     | Nombrado en honor al juez William Henry Draper, procurador general del Alto Canadá en 1837 y procurador general del Alto Canadá en 1840. |
| Franklin   | Llamado así por el almirante sir John Franklin, explorador del Ártico. |
| Freeman    | Nombrado en honor a John Bailey Freeman, MPP por la conducción norte del condado de Norfolk desde 1879 hasta 1890. |
| Gibson     | Llamado así por Thomas Gibson, MPP for Huron desde 1867 hasta 1898. |
| Macaulay   | Nombrado en honor al presidente del Tribunal Supremo de las causas comunes, Sir James Buchanan Macaulay (1793–1859), veterano de la Guerra de 1812. |
| McLean     | El nombre de Archibald McLean (1791–1865), un veterano de la guerra de 1812, se convirtió en presidente del Tribunal Supremo del Alto Canadá. |
| Medora     | Llamado así por la Sra. Medora Cameron, esposa de un abogado de Toronto. También era sobrina del Hon. Stephen Richards, comisionado de Crown Lands, de ahí el honor que recibió. |
| Monck      | Llamado así por el vizconde Monck, señor del Tesoro en el gobierno de Palmerston en el Reino Unido de 1855 a 1857, y gobernador general de la América del Norte británica de 1861 a 1868. |
| Morrison   | Llamado así por Angus Morrison, quien representó a la conducción norte del condado de Simcoe desde 1854 hasta 1863. Morrison también fue director del antiguo Ferrocarril del Norte de Canadá, el ferrocarril pionero de Muskoka, cuya terminal era Gravenhurst . Morrison también fue alcalde de Toronto desde 1876 hasta 1878.                        |
| Muskoka    | El municipio, el distrito y el lago llevan el nombre de Musquakie, uno de los principales jefes de la nación Chippawa . En 1815 firmó el tratado en virtud del cual se entregó a la Corona el título indio sobre un vasto territorio. El nombre significa "Tierra Roja".                                                                                |
| Oakley     | El nombre de uno (que es incierto) de 13 pueblos del nombre en Gran Bretaña, 12 de los cuales están en Inglaterra, uno en Escocia. |
| Ridout     | El nombre de la familia Ridout, una familia muy prominente de Toronto. Venían de Sherborne en Dorsetshire, Inglaterra, de ahí el nombre de Sherborne Township en el condado de Haliburton, que colindaba con Ridout Township en el este y, por lo tanto, también Dorset, un pueblo del municipio. Thomas Ridout fue Agrimensor General del Alto Canadá. |
| Ryde       | El nombre de la ciudad de Ryde en la Isla de Wight . |
| Sinclair   | Llamado así por Donald Sinclair, MPP para North Riding of Bruce County de 1867 a 1883. |
| Stephenson | El nombre de Robert Stephenson, hijo de George Stephenson de la fama de las locomotoras, Robert Stephenson diseñó el Puente Tubular Victoria en Montreal, entonces el puente canadiense más grande. |
| Stisted    | Nombrado en honor al mayor general Henry William Stisted, teniente gobernador de Ontario de la Confederación, 1 de julio de 1867 a 1868. |
| Watt       | El nombre de James Watt de la fama de la máquina de vapor. |
| Wood       | El nombre de Edmund Burke Wood, tesorero provincial en el gobierno de John Sandfield Macdonald. En 1874, fue nombrado presidente del Tribunal Supremo de Manitoba. |

### La era del barco de vapor

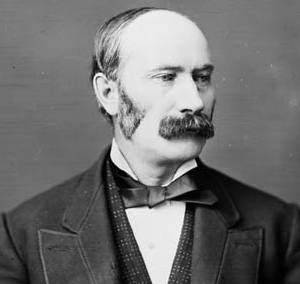
Alexander Cockburn (1879)

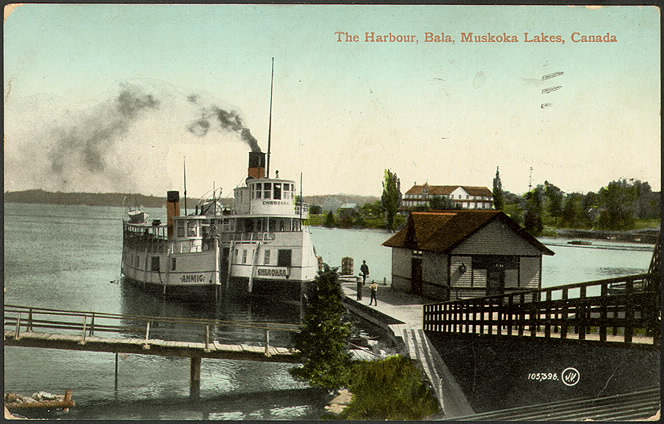
El Ammig y Cherokee atracaron en Bala (1910)

Alexander Cockburn respondió a la llamada. A veces llamado el padre de Muskoka, Cockburn comenzó a colocar vapores en el lago. Comenzando con su barco de vapor Wenonah, ojibwa para "primera hija", en 1866 Cockburn presionó al gobierno para que abriera todo el sistema del lago Muskoka a la navegación. Instó a instalar cerraduras en Port Carling y abrir un corte entre el lago Rosseau y el lago Joseph en Port Sanfield. El gobierno estaba ansioso por reforzar el desarrollo a la luz del plan agrícola vacilante y construyó las grandes esclusas en Port Carling en 1871. Los vapores de Cockburn tenían acceso a todo el sistema de lagos. A lo largo de los años añadió más barcos; cuando murió en 1905, su Compañía de Navegación Muskoka era la más grande de su tipo en Canadá.
Poco después de la llegada de los barcos de vapor, otra industria comenzó a desarrollarse como la agricultura nunca pudo. 1860 dos jóvenes, John Campbell y James Bain Jr., realizaron un viaje que los marcó como quizás los primeros turistas de la región. Tomando el ferrocarril del norte hasta el lago Simcoe, tomaron el vapor Emily May por el lago hasta Orillia y cruzaron a remo por el lago Couchiching . Caminaron por Colonization Road hasta Gravenhurst, donde pasaron las vacaciones. Les gustó lo que vieron y repitieron el viaje todos los años, trayendo amigos y familiares. Estos pioneros en el turismo aumentaron la demanda de servicios de transporte en la región. Las personas se sintieron atraídas por la pesca, el entorno natural y un aire libre de ambrosía, que aliviaba a los que padecían la fiebre del heno.[cita requerida]

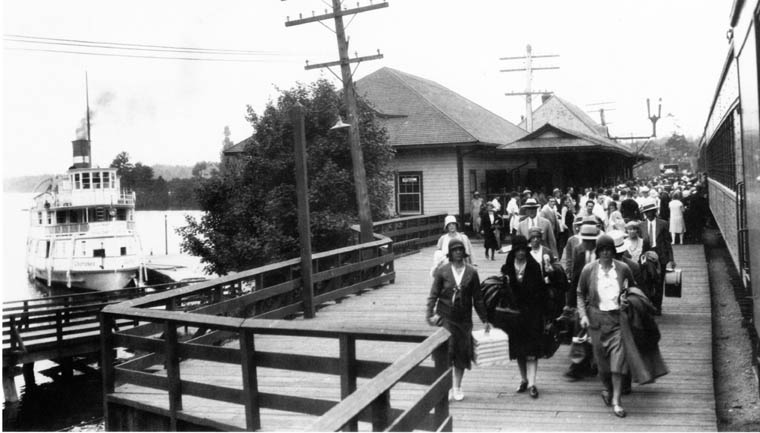
Estación de tren en Bala, Ontario, y SS Cherokee (1919)

Los primeros turistas construyeron campamentos, pero se les unieron otros que deseaban mejores alojamientos. Los agricultores que apenas se ganaban la vida con el suelo rocoso pronto encontraron que la demanda de alojamiento para pasar la noche llegaba a sus puertas. Algunos hicieron el cambio rápidamente y se convirtieron en pensiones y hoteles. El primer hotel en la naturaleza, llamado Rosseau House, fue construido en la cabecera del lago Rosseau en 1870. Era propiedad del neoyorquino William H. Pratt. La idea se hizo popular y el número de turistas aumentó, estableciendo a la industria turística como la fuente de ingresos prometedora en la década de 1880.
La era de los barcos de vapor dio lugar a los grandes hoteles de la zona: Rosseau, Royal Muskoka, Windermere, Clevelands House, Beaumaris y muchos más. Cuando el ferrocarril llegó a Gravenhurst en 1875, el área creció rápidamente. Viajar desde Toronto, Pittsburgh y la ciudad de Nueva York se convirtió menos en una cuestión de resistencia que en un gasto. Los trenes salían regularmente de Toronto a Gravenhurst, donde los viajeros y su equipaje eran trasladados a los grandes vapores de Muskoka Navigation Co, como el Sagamo. Haciendo paradas regulares en los lagos, incluso en Bracebridge, Beaumaris y Port Carling, los turistas podían trasladarse a barcos más pequeños, como el Islander. Estos podrían llegar a puertos más pequeños. La mejora de los enlaces de transporte abrió los lagos de Muskoka superiores más pequeños o más remotos (Fairy, Vernon, Mary, Peninsula y Lake of Bays) al turismo a principios del siglo XX, con vapores de Huntsville que prestan servicios a hoteles como Deerhurst en Peninsula Lake. El ferrocarril Portage entre Peninsula Lake y Lake of Bays permitió un acceso relativamente fácil a este último, lo que resultó en un florecimiento del turismo allí, con 21 hoteles que finalmente surgieron, entre ellos notablemente los hoteles de Wawa y Britannia y quizás culminando en el Bigwin Inn.

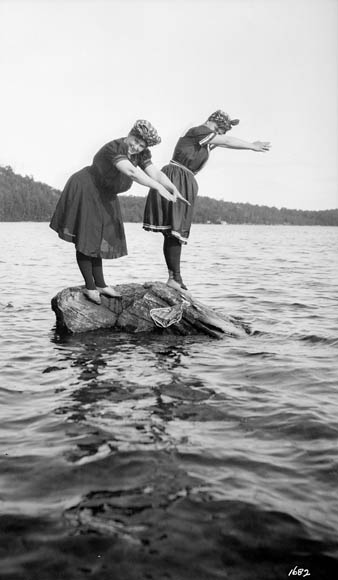
Foto de campesinos nadando en 1909, por F.W. Micklethwaite

Los hoteles se convirtieron en el centro de la vida de los turistas adinerados y las familias realizaban estadías prolongadas que podían prolongarse durante semanas o meses en el verano. A medida que las familias se establecieron estacionalmente, comenzaron a construir cabañas cerca de los hoteles; al principio, asuntos simples que reproducen el ambiente rústico de los primeros campamentos. Posteriormente construyeron casas más grandiosas, incluyendo en algunos casos viviendas para personal doméstico significativo. Inicialmente, los campesinos dependían de botes de remos y canoas para el transporte diario y, a veces, remaban distancias considerables. En la era del lanzamiento del vapor y la gasolina, los turistas dependían menos de la fuerza muscular y más de los motores. Con los barcos, los veraneantes más adinerados construían cobertizos para botes, a menudo estructuras elaboradas por derecho propio, en muchos casos diseñadas con la apariencia de la "cabaña" principal.

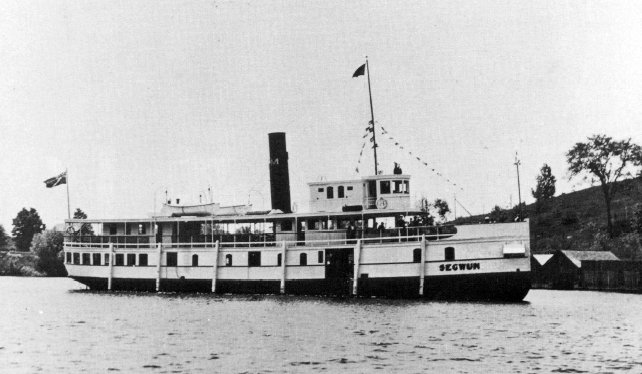
RMS Segwun en su viaje inaugural a Bracebridge el 9 de julio de 1925.

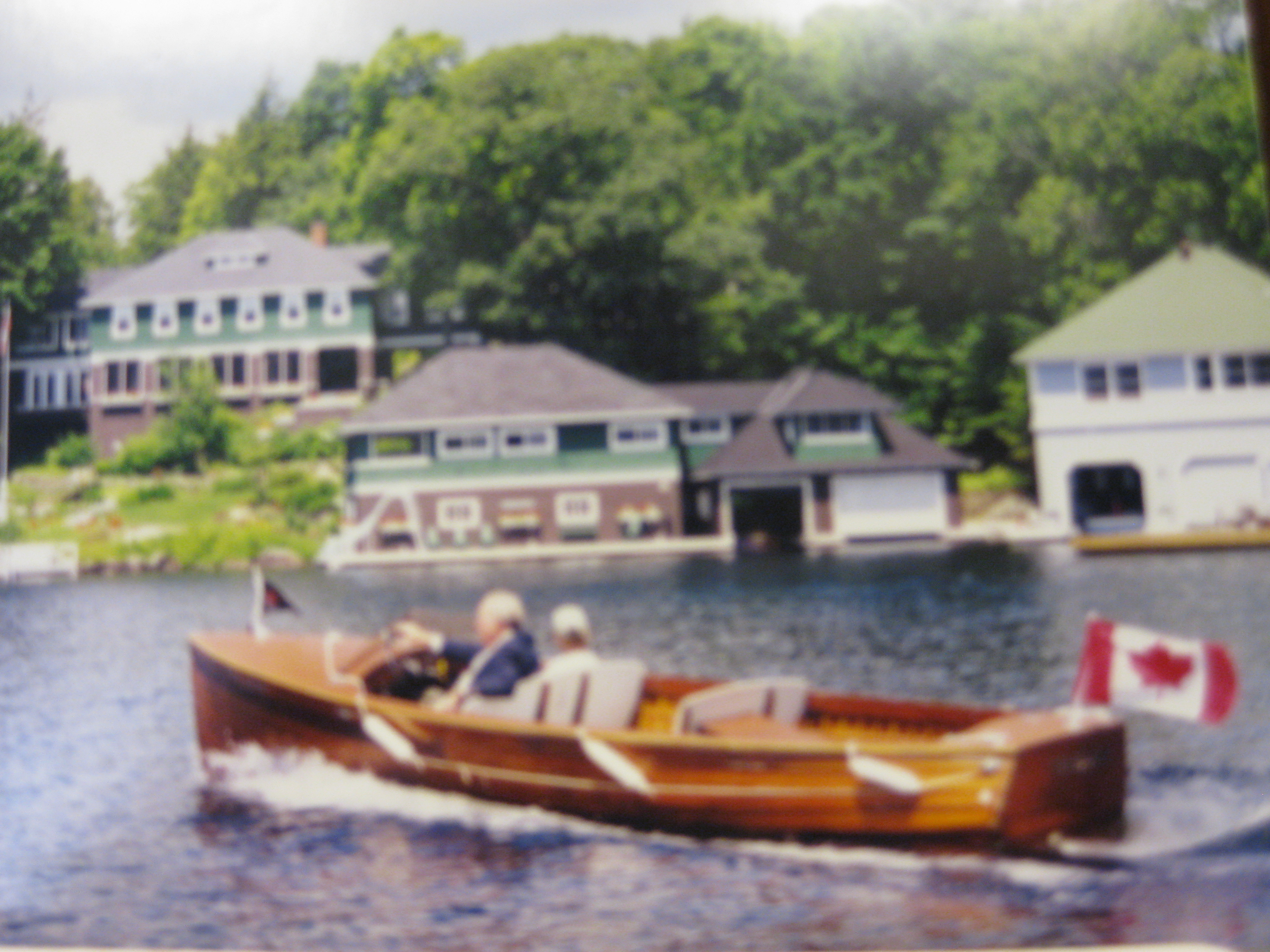
Uno de los diferentes estilos de barcos Muskoka.

En 1887, el Nipissing II fue construido en Glasgow, Escocia y ensamblado en Gravenhurst, Ontario. Originalmente un vapor de ruedas de paletas lateral, el Nipissing II surcó los lagos de Muskoka durante décadas antes de su desmantelamiento en 1914. En 1924, el buque fue equipado con dos motores de hélice y en 1925 fue relanzado con un nombre Ojibwe, Segwun, que significa "primavera". El buque de correo real  Segwun todavía está en funcionamiento hoy en Gravenhurst, Ontario, funcionando como un crucero de placer y todavía entregando correo.

### La venida del coche
La Primera Guerra Mundial provocó una caída significativa en la actividad turística de la zona y, por ende, en la economía. Sin embargo, después de la guerra, los avances significativos en el automóvil trajeron la demanda de carreteras mejoradas (pavimentadas). Estos dos desarrollos, lanchas a motor y automóviles privados, trajeron un mayor desarrollo general del área; también estimularon la expansión del desarrollo alrededor de los lagos, ya que la gente ya no necesitaba estar cerca de los desembarcos importantes. Liberados de los puertos de escala de los barcos de vapor, la gente construyó cabañas más lejos. La demanda comenzó a caer por los billetes de pasajeros en las líneas de los barcos de vapor.
Mientras tanto, aumentó la demanda de transporte aéreo. Las primeras pistas del aeropuerto de Muskoka se trazaron en 1933. El aeropuerto se ha mejorado de forma intermitente. Fue utilizado estratégicamente durante la Segunda Guerra Mundial como campo de entrenamiento para la Fuerza Aérea Noruega después de la ocupación nazi de Noruega.
Las demandas de la Segunda Guerra Mundial desaceleraron el desarrollo residencial en esta área. La escasez de tiempo de guerra mantuvo a muchos estadounidenses en casa y muchos canadienses participaron en actividades de guerra. La prosperidad de la posguerra trajo otro auge basado en la disponibilidad del automóvil, las carreteras mejoradas y el nuevo barco de fibra de vidrio asequible. De repente, ser propietario de una casa de campo se hizo posible no solo para los aventureros o los ricos, sino también para muchos miembros de la clase media. Viajaron en automóviles privados y las compañías navieras se vieron obligadas a retirar sus barcos uno por uno, hasta la última salida a fines de la década de 1950.

### Evolución del gobierno local
El Distrito se formó a partir de un territorio desorganizado que solo fue relevado parcialmente en municipios geográficos en 1868. La prospección se completó en los años siguientes y la mayoría de los municipios, aunque no todos, se organizaron a nivel municipal. Los primeros municipios se organizaron en 1869. En 1970, todavía existían cuatro municipios geográficos en el Distrito.
En 1873, los municipios organizados se formaron en un municipio similar a un condado, conocido como la "Corporación Municipal del Distrito de Muskoka". Su autoridad no se extendió a los municipios geográficos. En 1888 se dispuso un procedimiento para convertir el Distrito en un condado provisional, pero nunca se invocó y fue derogado silenciosamente en 1911.
El Distrito, a diferencia de un condado en Ontario, inicialmente no tenía el estatus de distrito judicial separado. Esa identidad siguió a la de los propósitos municipales hasta 1888, cuando pasó a formar parte del "Distrito Judicial Provisional Unido de Muskoka y Parry Sound", pero tenía su propio Tribunal de Distrito y Tribunal Suplente. Esto continuaría hasta 1899, cuando Muskoka y Parry Sound se dividieron en distritos judiciales provisionales separados.
En 1967, se informó al Consejo del Distrito de Muskoka que JW Spooner, el ministro de Asuntos Municipales de Ontario, había designado a Donald M. Paterson para realizar una revisión de los arreglos del gobierno local del Distrito. El informe se publicó en junio de 1969, y sus recomendaciones fueron sustancialmente adoptadas por el nuevo ministro Darcy McKeough, y posteriormente implementadas en enero de 1971, cuando todo el Distrito se estableció formalmente como un municipio de nivel superior.

## Administradores senior
- John Klinck, presidente y director ejecutivo.
- Michael Duben, director administrativo.
- Fred Jahn, Comisionado de Obras Públicas.